# Kevin Kropf
Kevin Kropf  (* 1995) ist ein Schweizer Unihockeyspieler, der beim Nationalliga-A-Verein Unihockey Tigers Langnau unter Vertrag steht.

## Karriere
Kropf stand während der Saison 2014/15 erstmals im Kader der ersten Mannschaft der Unihockey Tigers Langnau in der Nationalliga A. Ab 2016 gehörte er altersbedingt fix dem Kader der ersten Mannschaft an.
2019 gewann Kropf mit den Unihockey Tigers Langnau den Schweizer Cup mit einem 9:8-Sieg über den Grasshopper Club Zürich.

## Erfolge
- Schweizer Cup: 2019